# جبايب حادة (الرضمة)

تعديل مصدري - تعديل

جبايب حادة محلة تابعة لقرية بيت عدنة، التابعة لعزلة كحلان بمديرية الرضمة إحدى مديريات محافظة إب في الجمهورية اليمنية.، بلغ تعداد سكانها 78 حسب تعداد اليمن لعام 2004.